# LEGO Harry Potter: Jaren 5-7
LEGO Harry Potter: Jaren 5-7 (Engels: LEGO Harry Potter: Years 5-7) is een action-adventure-computerspel uit 2011, ontwikkeld door Traveller's Tales en uitgegeven door Warner Bros. Entertainment, Inc.. Het computerspel is gebaseerd op de LEGO Harry Potter bouwsets en minifiguren.

## Gameplay
Het spel gaat over de laatste jaren van Harry Potter en zijn vrienden op Zweinstein. Het verhaal volgt de laatste vier films (Orde van de Feniks, Halfbloed Prins en Relieken van de Dood deel 1 en deel 2). In het spel moet de speler diverse toverdrankjes maken om verder te komen. Ook kan de speler gouden stenen sparen. Het spel bevat in totaal 24 levels en 16 lessen.

## Platforms
| Jaar | Platform                                                         |
| ---- | ---------------------------------------------------------------- |
| 2011 | Nintendo 3DS, Nintendo DS, PlayStation 3, Wii, Windows, Xbox 360 |
| 2012 | iPad, iPhone, Mac OS X, PlayStation Vita                         |

## Ontvangst
| Beoordeeld door     | Jaar | Platform | Score |
| ------------------- | ---- | -------- | ----- |
| Pocket Gamer UK     | 2012 | iPhone   | 80%   |
| Games Radar         | 2011 | Windows  | 80%   |
| BeefJack            | 2011 | Xbox 360 | 76%   |
| 4Players.de         | 2011 | Windows  | 76%   |
| Slide to Play       | 2012 | iPhone   | 75%   |
| Jeuxvideo.com       | 2011 | Windows  | 75%   |
| Touch Arcade        | 2012 | iPhone   | 70%   |
| informaticien.be    | 2012 | PS Vita  | 70%   |
| Xbox360Achievements | 2011 | Xbox 360 | 65%   |
| TouchGen            | 2012 | iPad     | 60%   |